# John Fitzgerald Kennedy National Historic Site

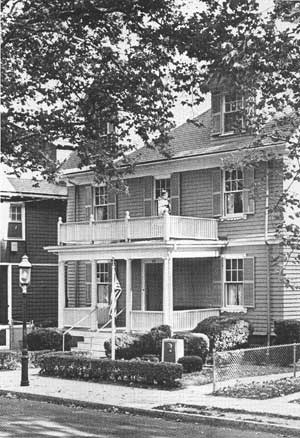
Budynek w 1974 r.

John Fitzgerald Kennedy National Historic Site – miejsce narodzin i dzieciństwa Johna Fitzgeralda Kennedy'ego, 35. prezydenta Stanów Zjednoczonych. Dom znajduje się przy ulicy 83 Beals Street w dzielnicy Coolidge Corner w Brookline w stanie Massachusetts. Jest własnością National Park Service, które oferuje zwiedzanie posiadłości i prezentację filmu.
W 1964 budynek został uznany jako National Historic Landmark, a 26 maja 1967 – jako National Historic Site.